# Johannes B. Hirschmann
Johannes Baptist Hirschmann SJ (* 16. Mai 1908 in Püttlingen; † 8. Februar 1981 in Duisburg) war ein deutscher römisch-katholischer Priester und Sozialethiker.

## Leben
Nach Eintritt in den Jesuitenorden am 23. April 1926 in ’s-Heerenberg absolvierte er in den Folgejahren philosophische, theologische und sozialwissenschaftliche Studien in Valkenburg aan de Geul, Rom und Münster. Am 27. August 1936 wurde er in Valkenburg aan de Geul zum Priester geweiht. Die letzte Gelübde legte er am 15. August 1943 ab. Nach dem Krieg lehrte Hirschmann in Büren; von 1950 bis 1976 war er schließlich als Professor für Moral- und Pastoraltheologie an der PTH Sankt Georgen tätig. Er wurde auf dem Südfriedhof (Frankfurt am Main) begraben.

## Schriften (Auswahl)
- Die Grundrechte des Menschen. Predigten über die 10 Gebote und das Bonner Grundgesetz. Paderborn 1949, OCLC 73452498.
- Was sagte Bochum zum Mitbestimmungsrecht?. Paderborn 1951, OCLC 72059091.
- Die Familie unter dem Kreuz. 7 Fastenpredigten über brennende Fragen der Familie. Köln 1952, OCLC 73452494.
- Unfehlbares Gewissen? Gewissen und Gewissensbildung. Kevelaer 1959, OCLC 67193695.